# Lucina (település)
Lucina Moldova-Sulița településrésze Romániában, Bukovinában, Suceava megyében.

## Fekvése
Moldova-Sulițától 12 km-re fekvő házcsoport. Közelében van a Szeret, a Moldva és a Suceava folyók forrása.

## Nevezetessége
- Itt tenyésztik a kis termetű és gyors hegyi lovat, a híres hucultt.
- Az itteni természetvédelmi területen, az Obcina Lucina nyeregben, a Lucarei-szurdok mellett, 1200 méteres magasságban tőzegláp, és több hektáros törpenyírfa-erdő található. A fák itt csak fél méter magasak, melyekhez hasonló csak a sarkvidéki tundrákon nő. Ebből a jégkorszaki maradványfából az Obcina Lucina nyergen kívül csak a Mohos-tőzegláp és a Lúcs-tőzegláp van még a Hargitában.